# DFB-Pokal 1985/86 (Frauen)
Der DFB-Pokal der Frauen 1986 wurde vom TSV Siegen gewonnen. Im Finale schlug man die SSG 09 Bergisch Gladbach mit 2:0. Für den TSV war es der erste Pokalsieg.

## Teilnehmer
Für den DFB-Pokal haben sich folgende Verbandspokalsieger qualifiziert:
| Regionalverband Nord | Regionalverband West                                                                        | Regionalverband Südwest                                                                     | Regionalverband Süd | Berlin          |
| --- | ------------------------------------------------------------------------------------------- | ------------------------------------------------------------------------------------------- | --- | --------------- |
| - Bremen: Bremer TS Neustadt - Hamburg: FTSV Lorbeer Rothenburgsort - Niedersachsen: VfR Eintracht Wolfsburg - Schleswig-Holstein: Schmalfelder SV | - Mittelrhein: SSG 09 Bergisch Gladbach - Niederrhein: KBC Duisburg - Westfalen: TSV Siegen | - Rheinland: SC 07 Bad Neuenahr - Saarland: VfR 09 Saarbrücken - Südwest: TuS Niederkirchen | - Baden SC Klinge Seckach - Bayern FC Bayern München - Hessen: SV Flörsheim - Südbaden: TuS Binzen - Württemberg: SV Oberteuringen | - BFC Meteor 06 |

## Übersicht
Die jeweils oben genannte Mannschaft hatte Heimrecht. Fett geschriebene Mannschaften erreichten die nächste Runde. Zahlen dahinter kennzeichnen die Tore im Wiederholungsspiel.
|  | Achtelfinale         | Achtelfinale |                      |                   | Viertelfinale      | Viertelfinale |  |  | Halbfinale | Halbfinale |  |  | Finale | Finale |
|  |                      |              |                      |                   |                    |               |  |  |            |            |  |  |        |        |
|  |                      |              |                      |                   |                    |               |  |  |            |            |  |  |        |        |
|  | TuS Niederkirchen    | 7            |                      |                   |                    |               |  |  |            |            |  |  |        |        |
|  | SV Oberteuringen     | 0            |                      |                   |                    |               |  |  |            |            |  |  |        |        |
|  | SV Oberteuringen     | 0            | TuS Niederkirchen    | 2                 |                    |               |  |  |            |            |  |  |        |        |
|  |                      |              | TuS Niederkirchen    | 2                 |                    |               |  |  |            |            |  |  |        |        |
|  |                      |              |                      |                   | SC 07 Bad Neuenahr | 4             |  |  |            |            |  |  |        |        |
|  | TuS Binzen           | 0            |                      |                   | SC 07 Bad Neuenahr | 4             |  |  |            |            |  |  |        |        |
|  | TuS Binzen           | 0            |                      |                   |                    |               |  |  |            |            |  |  |        |        |
|  | SC 07 Bad Neuenahr   | 4            |                      |                   |                    |               |  |  |            |            |  |  |        |        |
|  | SC 07 Bad Neuenahr   | 4            | SC 07 Bad Neuenahr   | 0                 |                    |               |  |  |            |            |  |  |        |        |
|  |                      |              | SC 07 Bad Neuenahr   | 0                 |                    |               |  |  |            |            |  |  |        |        |
|  |                      |              |                      | TSV Siegen        | 2                  |               |  |  |            |            |  |  |        |        |
|  | Bremer TS Neustadt   | 0            |                      | TSV Siegen        | 2                  |               |  |  |            |            |  |  |        |        |
|  | Bremer TS Neustadt   | 0            |                      |                   |                    |               |  |  |            |            |  |  |        |        |
|  | TSV Siegen           | 4            |                      |                   |                    |               |  |  |            |            |  |  |        |        |
|  | TSV Siegen           | 4            | TSV Siegen           | 5                 |                    |               |  |  |            |            |  |  |        |        |
|  |                      |              | TSV Siegen           | 5                 |                    |               |  |  |            |            |  |  |        |        |
|  |                      |              |                      |                   | KBC Duisburg       | 0             |  |  |            |            |  |  |        |        |
|  | KBC Duisburg         | 6            |                      |                   | KBC Duisburg       | 0             |  |  |            |            |  |  |        |        |
|  | KBC Duisburg         | 6            |                      |                   |                    |               |  |  |            |            |  |  |        |        |
|  | Schmalfelder SV      | 0            |                      |                   |                    |               |  |  |            |            |  |  |        |        |
|  | Schmalfelder SV      | 0            | TSV Siegen           | 2                 |                    |               |  |  |            |            |  |  |        |        |
|  |                      |              | TSV Siegen           | 2                 |                    |               |  |  |            |            |  |  |        |        |
|  |                      |              |                      | Bergisch Gladbach | 0                  |               |  |  |            |            |  |  |        |        |
|  | VfR 09 Saarbrücken   | 0            |                      | Bergisch Gladbach | 0                  |               |  |  |            |            |  |  |        |        |
|  | VfR 09 Saarbrücken   | 0            |                      |                   |                    |               |  |  |            |            |  |  |        |        |
|  | Bayern München       | 4            |                      |                   |                    |               |  |  |            |            |  |  |        |        |
|  | Bayern München       | 4            | Bayern München       | 5                 |                    |               |  |  |            |            |  |  |        |        |
|  |                      |              | Bayern München       | 5                 |                    |               |  |  |            |            |  |  |        |        |
|  |                      |              |                      |                   | SC Klinge Seckach  | 0             |  |  |            |            |  |  |        |        |
|  | SV Flörsheim         | 2            |                      |                   | SC Klinge Seckach  | 0             |  |  |            |            |  |  |        |        |
|  | SV Flörsheim         | 2            |                      |                   |                    |               |  |  |            |            |  |  |        |        |
|  | SC Klinge Seckach    | 3            |                      |                   |                    |               |  |  |            |            |  |  |        |        |
|  | SC Klinge Seckach    | 3            | Bayern München       | 0                 |                    |               |  |  |            |            |  |  |        |        |
|  |                      |              | Bayern München       | 0                 |                    |               |  |  |            |            |  |  |        |        |
|  |                      |              |                      | Bergisch Gladbach | 5                  |               |  |  |            |            |  |  |        |        |
|  | BFC Meteor 06        | 10 01        |                      | Bergisch Gladbach | 5                  |               |  |  |            |            |  |  |        |        |
|  | BFC Meteor 06        | 10 01        |                      |                   |                    |               |  |  |            |            |  |  |        |        |
|  | Lorb. Rothenburgsort | 10 11        |                      |                   |                    |               |  |  |            |            |  |  |        |        |
|  | Lorb. Rothenburgsort | 10 11        | Lorb. Rothenburgsort | 0                 |                    |               |  |  |            |            |  |  |        |        |
|  |                      |              | Lorb. Rothenburgsort | 0                 |                    |               |  |  |            |            |  |  |        |        |
|  |                      |              |                      |                   | Bergisch Gladbach  | 4             |  |  |            |            |  |  |        |        |
|  | Bergisch Gladbach    | 1            |                      |                   | Bergisch Gladbach  | 4             |  |  |            |            |  |  |        |        |
|  | Bergisch Gladbach    | 1            |                      |                   |                    |               |  |  |            |            |  |  |        |        |
|  | Eintracht Wolfsburg  | 0            |                      |                   |                    |               |  |  |            |            |  |  |        |        |

1 Sieg im Wiederholungsspiel

## Achtelfinale
Gespielt wurde am 31. August und 1. September 1985. Der Spieltermin des Wiederholungsspiels ist nicht bekannt.
|                          | Ergebnis  |                         |
| ------------------------ | --------- | ----------------------- |
| SV Flörsheim             | 2:3       | SC Klinge Seckach       |
| VfR 09 Saarbrücken       | 0:4       | FC Bayern München       |
| TuS Niederkirchen        | 7:0       | SV Oberteuringen        |
| TuS Binzen               | 0:4       | SC 07 Bad Neuenahr      |
| KBC Duisburg             | 6:0       | Schmalfelder SV         |
| SSG 09 Bergisch Gladbach | 1:0       | VfR Eintracht Wolfsburg |
| Bremer TS Neustadt       | 0:4       | TSV Siegen              |
| BFC Meteor 06 Berlin     | 0:0 n. V. | Lorbeer Rothenburgsort  |

### Wiederholungsspiel
|                        | Ergebnis |                      |
| ---------------------- | -------- | -------------------- |
| Lorbeer Rothenburgsort | 1:0      | BFC Meteor 06 Berlin |

## Viertelfinale
Gespielt wurde am 19. und 20. Oktober 1985.
|                        | Ergebnis |                          |
| ---------------------- | -------- | ------------------------ |
| TSV Siegen             | 5:0      | KBC Duisburg             |
| FC Bayern München      | 5:0      | SC Klinge Seckach        |
| TuS Niederkirchen      | 2:4      | SC 07 Bad Neuenahr       |
| Lorbeer Rothenburgsort | 0:4      | SSG 09 Bergisch Gladbach |

## Halbfinale
Gespielt wurde am 29. und 31. März 1986.
|                    | Ergebnis |                          |
| ------------------ | -------- | ------------------------ |
| FC Bayern München  | 0:5      | SSG 09 Bergisch Gladbach |
| SC 07 Bad Neuenahr | 0:3      | TSV Siegen               |

## Finale
| TSV Siegen                                     | TSV Siegen | SSG 09 Bergisch Gladbach | SSG 09 Bergisch Gladbach |
| ---------------------------------------------- | --- | --- | ------------------------ |
| TSV Siegen                                     | \| 3. Mai 1986 in Berlin (Olympiastadion) \| \| Ergebnis: 2:0 (1:0) \| \| Zuschauer: 10.000 (Vorspiel zum Männerfinale) \| \| Schiedsrichter: Wolf-Günter Wiesel (Ottbergen) \|                                                                    | \| 3. Mai 1986 in Berlin (Olympiastadion) \| \| Ergebnis: 2:0 (1:0) \| \| Zuschauer: 10.000 (Vorspiel zum Männerfinale) \| \| Schiedsrichter: Wolf-Günter Wiesel (Ottbergen) \|                                                                                   | SSG 09 Bergisch Gladbach |
| TSV Siegen                                     | Rosemarie Neuser – Manuela Kozany – Andrea Haberlaß, Karin Sänger, Ingrid Göbel (70. Petra Hamm) – Silvia Neid, Petra Bartelmann, Sissy Raith, Melitta Thomas – Beate Henkel, Christine Chaladyniak (66. Heike Fischbach) Cheftrainer: Gerd Neuser | Andrea Krieger – Erika Neuenfeldt – Bettina Krug, Monika Degwitz, Gaby Dlugi-Winterberg – Gisela Dahl, Anne Knüpp, Adele Corica (63. Loni Winkel), Petra Meyer (41. Nicole Hartmann) – Laufey Sigurðardóttir, Doris Kresimon Cheftrainerin: Anne Trabant-Haarbach | SSG 09 Bergisch Gladbach |
| TSV Siegen                                     | 1:0 Christina Chaladyniak (37.) 2:0 Heike Fischbach (66.) | | SSG 09 Bergisch Gladbach |
| 3. Mai 1986 in Berlin (Olympiastadion)         | | |                          |
| Ergebnis: 2:0 (1:0)                            | | |                          |
| Zuschauer: 10.000 (Vorspiel zum Männerfinale)  | | |                          |
| Schiedsrichter: Wolf-Günter Wiesel (Ottbergen) | | |                          |